# Ernst Christian Dziobek
Ernst Christian Dziobek (auch Dziobeck, Dziobek I oder Dziobeck I, * 1795 in Lyck; † 26. April 1845 Köln) war ein Ingenieuroffizier der Preußischen Armee und Militärschriftsteller.

## Leben
Der Sohn des Kantors Johann Christian Dziobek und der Carolina Julie Breitenberg wurde 1795 in ärmliche Verhältnisse hineingeboren. Nach dem Selbstmord des Vaters 1810 trat er um 1811 in die preußische Armee ein, wo er bis 1820 zum Hauptmann 2. Klasse aufstieg. Im folgenden Jahr wurde Dziobek nach Köln abkommandiert, wo er möglicherweise als Ingenieur am Festungsbau mitwirkte. Hier heiratete er am 20. November 1823 Philippina Schmitz, 1824 wurde das erste Kind geboren, bis 1828 folgten noch drei weitere. Am 29. September 1828 wurde Ernst Dziobek nach Koblenz versetzt, wo er als 1. Adjutant des Generalleutnants Ernst Ludwig Aster diente, der zu dieser Zeit Kommandant der Festung Koblenz und Ehrenbreitstein war. Nachdem er am 29. April 1836 von diesem Posten freigestellt und als Hauptmann 1. Klasse zur 3. Ingenieur-Inspektion nach Köln zurückversetzt worden war, absolvierte er hier bis 1841 seinen Fortifikationsdienst. Vermutlich aus Krankheitsgründen reichte Dziobek in diesem Jahr seinen Abschied ein, der am 30. Oktober bewilligt wurde. Der pensionierte Major Ernst Christian Dziobek verstarb am 26. April 1845 in Köln im Alter von 49 Jahren.

## Wirken als Militärschriftsteller
Dziobeks erste bekannte Schrift entstand während seiner Zeit in Köln, wo er bis 1826 eine Kriegs- und Befestigungsgeschichte der Stadt Köln am Rhein ausarbeitete. Nach seinem Wechsel nach Koblenz schrieb er von 1830 bis 1834 eine Kriegs- und Befestigungsgeschichte von Coblenz und Ehrenbreitstein, in der er die diversen Stadtbefestigungen von der römischen Zeit bis 1834, dem Jahr der Fertigstellung der Festung, beschreibt. Nach dem Ausscheiden aus dem aktiven Dienst veröffentlichte Dziobek bis zu seinem Tod diverse Aufsätze zu militärischen Themen. 1844 erschien als bedeutendstes Werk das Taschenbuch für den preussischen Ingenieur. Eine Sammlung von Notizen zum Gebrauch in Krieg und Frieden bei Karl Baedeker in Koblenz (eine zweite Auflage erschien posthum 1853). Das Ernst Ludwig Aster gewidmete Buch wurde im Leipziger Repetitorium der deutschen und ausländischen Literatur vom 14. Juni 1844 sehr positiv besprochen. Ein überarbeiteter Auszug seiner Kriegs- und Befestigungsgeschichte von Coblenz und Ehrenbreitstein wurde 1845 unter dem Namen M. Dziobek in der Zeitschrift Archiv für die Officiere der Königlich Preußischen Artillerie- und Ingenieur-Korps veröffentlicht. Die "5. Periode" seiner Befestigungsgeschichte von Koblenz, Coblenz u. Ehrenbreitstein unter preuß. Herrschaft 1814–1834, wurde bis 1905 vom Militär weiter fortgeführt. Beide Teile stellen heute eine detailreiche und wertvolle Quelle zur Baugeschichte der Festung Koblenz dar.

## Werke
- Kriegs- und Befestigungsgeschichte der Stadt Köln am Rhein (Manuskript/Reinschrift). Köln 1826.
- Kriegs- und Befestigungsgeschichte von Coblenz und Ehrenbreitstein. Von Dziobek I., Ingenieur-Hauptmann und 1ter Adjutant der Königlichen 3ten Ingenieur-Inspektion. Heft 1 (Handschrift). Koblenz 1834. (Anm.: Das Original wurde vermutlich 1945 bei der Zerstörung des Potsdamer Reichsarchivs vernichtet bzw. gilt als verschollen, Abschriften sind im Landeshauptarchiv, im Mittelrhein-Museum und im Stadtarchiv (alle Koblenz) erhalten.)
- Die Belagerung von Neuß bei Düsseldorf 1474. In: Archiv für die Officiere der Königlich Preußischen Artillerie- und Ingenieur-Korps. Band 15. Berlin, Posen und Bromberg 1843, S. 7–15.
- Fragmente  über  Gegenstände  des  Ingenieurdienstes. (Aus dem Taschenbuch für den preußischen Ingenieur). In: Archiv für die Officiere der Königlich Preußischen Artillerie- und Ingenieur-Korps. Band 15. Berlin, Posen und Bromberg 1843, S. 17–36.
- Ueber  schadhafte  Parements  der  Futtermauern. Vom Major Dziobeck I. In: Archiv für die Officiere der Königlich Preußischen Artillerie- und Ingenieur-Korps. Band 15. Berlin, Posen und Bromberg 1843, S. 121–149.
- Taschenbuch für den preussischen Ingenieur. Eine Sammlung von Notizen zum Gebrauch in Krieg und Frieden. Koblenz 1844. (Digitalisat der 2. Auflage)
- Die  Festungen  Koblenz  und  Ehrenbreitstein  vor  der  preußischen  Besitznahme. In: Archiv für die Officiere der Königlich Preußischen Artillerie- und Ingenieur-Korps. Band 18. Berlin, Posen und Bromberg 1845, S. 162–186, 201–260.